# Arces
Arces là một xã thuộc tỉnh Charente-Maritime Charente-Maritime, vùng Nouvelle-Aquitaine, tây nam Pháp.